# راز فال ورق
راز فال ورق نام کتابی نوشته یوستین گوردر نویسنده نروژی است. این کتاب در ۵۳ فصل نوشته شده و هر یک از فصل‌های آن به نام یکی از برگ‌های ورق نام‌گذاری شده‌است. ماجرای کتاب در مورد سفر پسری‌ست به نام هانس توماس به همراه پدرش در جستجوی مادر . این کتاب همچون کتاب دیگر این نویسنده، دنیای سوفی به طرح مسایل فلسفی می پردازد . این کتاب را مهرداد بازیاری و عباس مخبر به فارسی ترجمه کرده‌اند.

## درباره نویسنده
یوستین گردر، در۱۹۵۲ در نروژ به دنیا آمد. او رمان‌نویس و خالق داستان‌های کوتاه است که اکثراً دارای اطلاعات فلسفی برای مخاطبین جوانش می‌باشد. یوستین گردر در رشته فلسفه، الهیات و ادبیات از دانشگاه اسلو فارغ‌التحصیل شد و سپس به مدت ده‌سال به‌تدریس تاریخ عقاید در دبیرستان‌ها پرداخت .
او پیوسته در فکر متن فلسفی ساده‌ای بود که به درد شاگردان جوانش بخورد و چون متن مناسبی نیافت نهایتاً خودش کتاب دنیای سوفی را در سال ۱۹۹۱ نوشت. کتاب دنیای سوفی با استقبال بسیاری روبه رو شد و در همان چند سال اول انتشار به بیش از سی زبان ترجمه شد.
این کتاب  تاکنون به ۵۰ زبان دنیا ترجمه شده‌است و میلیون‌ها نسخه از آن در سراسر جهان به فروش رفته‌است.

یوستین گردر مهارت بسیاری در ساده‌نویسی و ایجاز دارد تا جاییکه توانسته‌است تاریخ فلسفه سه هزار ساله را در ۶۰۰ صفحه در کتاب دنیای سوفی بگنجاند، وی از قول گوته می‌گوید:
کسی که از سه هزار سال بهره نگیرد تنگدست به سر می‌برد.
  وی  مباحث پیچیدهٔ فلسفهٔ غرب را  به زبانی ساده و شیوا و همه فهم بیان کرده‌است. آثار او اغلب دارای مشابهت های بسیاری هستند  برای مثال برخی دیالوگ ها و جملات  یک داستان در کتاب های دیگر او عینا تکرار شده اند. 
برخی صاحب نظران تلاش او و دیگر نویسندگان را در راستای همه فهم کردن فلسفه ، مبتذل کردن فلسفه می دانند و برخی دیگر نوشتن  اینگونه آثار را تلاش ارزشمند در راستای افزایش سطح آگاهی عمومی می خوانند  . 

## داستان

جلد کتاب راز فال ورق، چاپ نشر مرکز

داستان در مورد سفر پدر و پسری به نام هانس توماس است که از شمال اروپا به یونان می‌روند تا به دنبال همسر (و مادر) خود که چندین سال پیش برای تبدیل شدن به یک مدل مدف، زادگاه خود را به شکلی عجیب ترک کرده‌است، بگردند و او را بیابند. پدر هانس توماس فرزند نامشروع یک افسر آلمانی است که به صورت تصادفی با مادربزرگ هانس توماس ( لاین ) آشنا می شود ولی با شروع جنگ، مجبور به ترک او می شود .
هزینه این سفر را پدر طی یک بخت آزمایی برنده شده‌است و بخشی از  مسافرت با اتومبیل فیات شخصی قرمز و بخشی از آن با کشتی کروز  صورت می‌گیرد. در طول سفر هانس توماس با ماجراهای عجیبی رو‌به‌رو می‌شود و پی به رازهای عمیقی می‌برد که نه تنها به وی بلکه به سرنوشت همه انسان‌ها مربوط می‌شود.
ابتدا مردی ریز جثه و بسیار عجیب به او یک عینک ذره‌بینی می‌دهد و می‌گوید که به آن نیاز خواهد داشت. سپس در  در روستا در کوه‌پایه‌های آلپ، پیرمردی نانوا به او کلوچه‌ای می‌دهد که در آن کتابی بسیار کوچک وجود دارد و کتاب یک داستان موازی دیگر در داستان اصلی ایجاد می‌کند. کتاب دوم که کتاب نان شیرمالی( یا کلوچه ای ) نام دارد خاطراتِ شخصی سه نانوا ست . 
اول بیکر هانس که کشتی‌اش در راه نیویورک در دریا شکسته و بعد به ساحل یک جزیره بسیار عجیب با موجوداتی به شکل کارت‌های ورق بازی و یک نفر انسان به نام فرود می‌رسد. 
دوم آلبرت که در کودکی مادرش را از دست می‌دهد و پس از مرگ مادر ، پدرش به شراب اعتیاد پبدا می‌کند و سپس خواهر و برادران آلبرت ،حانه را ترک می‌کنند .
آلبرت همواره مورد آزار و اذیت همسن و سالانش قرار می گرفت . او در دوازده سالگی با بیکر هانس آشنا می شود .
سوم لودویگ که افسر آلمانی در جنگ جهانی دوم بود و پس از پایان جنگ با البرت آشنا می‌شود.
هانس توماس اندک اندک متوجه می‌شود، در این دنیا چیزهایی شگفت وجود دارد و برایش سؤال‌هایی فلسفی دربارهٔ ماهیتِ وجودیِ انسان، هدفِ ما روی این کرهٔ خاک و «از کجا آمده‌ام، آمدنم بهر چه بود» مطرح می‌شود. او سعی می‌کند با ذهنِ کودکانهٔ خود پاسخ این معماها را پیدا کند و هم‌زمان از پدرش هم کمک بگیرد. آن‌ها مراحل مختلفی را در جاده و کشتی پشت سر می‌گذارند و تا در نهایت مادر هانس توماس را که به مدلی برای عکاسی حرفه‌ای تبدیل شده‌است می‌یابند و با هم به محل زندگیشان بر می‌گردند. البته در کنار داستان اصلی، داستان موازی دوم نیز جریان خود را دارد و پسر آن را از روی همان کتاب نان شیرمالی مطالعه می‌کند. و در پایان این دو داستان موازی به وحدتی ارگانیک می‌رسند .

## درباره داستان
اگرچه هم دنیای سوفی و هم راز فال ورق به لحاظ عناصرِ داستانی و درون‌مایه، تا حدی نزدیک به سبک فانتزی هستند، اما مضمونِ اصلیِ هر دو کتاب، فلسفی است. دنیای سوفی به شکلی خیلی واضح‌تر به فلسفه می‌پردازد و در واقع یک دوره تاریخ فلسفه غرب به‌طور خلاصه و ساده‌ است. اما راز فال ورق، خیلی داستانی‌تر و روان‌تر از قبلی است و نویسنده در قالبِ یک داستان فانتزی عقیدهٔ فلسفی مذهبیِ خاص خود که در دیگر آثارش هم آشکارا به آن پرداخته، بیان می‌کند.
نویسنده، با بهره‌گیری از عناصر داستان و تشبیهات گوناگون به طرح مسایل فلسفی مختلفی مثل خالق و مخلوق ، شگفت انگیزی آفرینش ، سرنوشت و زمان و فیلسوف و مردم می پردازد . او با  تشبیه مردم دنیا به ورق های دهکده اسرار آمیز کتاب کلوچه ای ( شیر مال ) و تشبیه فیلسوف به ژوکر ، به غفلت مردم از تفکر درباره مسایل بنیادی و فلسفی می پردازد. 

## بریده ای از کتاب
نمی توان از چنگ زمان گریخت. می توان از دست پادشاهان و فرماندهان و شاید خداوند گریخت، اما از دست زمان نه. زمان هر حرکت ما را دنبال می کند. چون همه چیزهایی که در اطراف خود می بینیم به این عنصر گذرا آلوده است... زمان نه می گذرد و نه صدا دارد هانس توماس. آنکه می گذرد ما هستیم و آنچه صدا می دهد ساعتمان است. زمان راه خود را در تاریکی با همان سکوت و خسته ناپذیری طی مس کند که خورشید از مشرق طلوع و در مغرب غروب می کند. تمدن های بزرگ را واژگون می کند، یادمان های باستانی را می فرساید و نسل ها را حریصانه یکی پس از دیگری می بلعد. برای همین از ((تاراج زمان)) حرف می زنیم. زمان می جود و خرد می کند و ما همان کسانی هستیم که میان آرواره هایش قرار داریم.